# DFS 194
DFS 194 là một loại máy bay trang bị động cơ phản lực, do kỹ sư Alexander Lippisch thuộc Deutsche Forschungsanstalt für Segelflug (DFS - "German Institute for Sailplane Flight") thiết kế.

## Tính năng kỹ chiến thuật

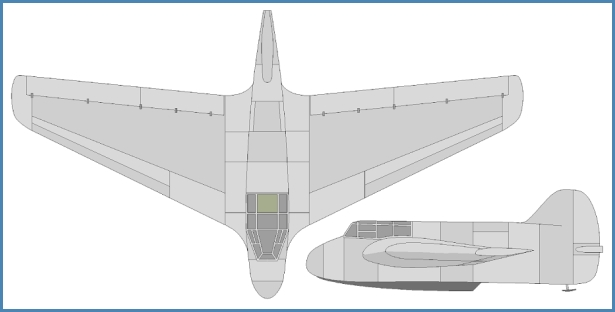
DFS 194

Đặc điểm tổng quát
- Kíp lái: 1
- Chiều dài: 20 ft 11 in (6,4 m)
- Sải cánh: 34 ft 1 in (10,4 m)
- Chiều cao: 7 ft (2,13 m)
- Diện tích cánh: 193 ft² (18 m²)
- Trọng lượng có tải: 4.620 lb (2.100 kg)
- Động cơ: 1 × Walter R I-203 phản lực, 882 lbf (3,9 kN)

 Hiệu suất bay 
- Vận tốc cực đại: 343 mph (550 km/h)
- Vận tốc lên cao: 5.297 ft/phút (1.615 m/s)